# Trix Truter
Pour les articles homonymes, voir Truter.
Pas d'image ? Cliquez ici

a Compétitions nationales et continentales officielles uniquement.

b Matchs officiels uniquement.
Dernière mise à jour le 17 mars 2015.
Jacobus Tredoux Truter, plus connu comme Trix Truter, né le 5 juin 1939 à Ladysmith en Afrique du Sud, est un joueur de rugby à XV qui a joué avec l'équipe d'Afrique du Sud évoluant au poste d'ailier.

## Biographie
Trix Truter évolue avec le Natal, province qui dispute la Currie Cup. Trix Truter joue à l'âge de 24 ans son premier test match le 13 juillet 1963 contre l'Australie.
Trix Truter joue son dernier test match contre la même nation le 26 juin 1965, il marque un essai. De 1963 à 1965, il dispute seulement 3 matchs des Springboks, affrontant deux fois l'Australie, et une fois les   Français en tournée en Afrique du Sud. 

## Statistiques en équipe nationale
- 3 test matchs avec l'équipe d'Afrique du Sud
- 3 points (1 essai)
- Sélections par année : 1 en 1963, 1 en 1964, 1 en 1965